# Franz Christoph Anton von Hohenzollern-Sigmaringen
Franz Christoph Anton Graf von Hohenzollern-Sigmaringen, teilweise auch Hohenzollern-Haigerloch, (* 16. Januar 1699 in Haigerloch; † 23. November 1767 in Köln) war Domherr verschiedener Domkapitel und Kurkölnischer Premierminister unter Clemens August von Bayern.

## Leben
Er war Sohn von Franz Anton Graf von Hohenzollern-Haigerloch und der Maria Anna Eusebia von Königsegg-Aulendorf. Einer seiner Brüder war Ferdinand Leopold von Hohenzollern-Sigmaringen.
Er wurde 1717 Domherr und 1725 Domkeppler (Domkaplan) in Köln. Ab 1726 war er auch Domherr in Straßburg und Salzburg. Zwischen 1748 und 1750 war er Chorbischof in Köln und danach bis 1763 Vizedechant. Außerdem war er von 1750 bis 1763 Domthesaurius und ab 1763 Dompropst. Nach dem Rücktritt von Hermann Werner von der Asseburg wurde er 1756 von Clemens August von Bayern zum kurkölnischen Premierminister ernannt. Zudem war er Obristlandhofmeister, Kriegsratspräsident, Geheimrat, Statthalter des Bistums Straßburg diesseits des Rheins sowie Kanzler der Universität Köln. Nach seinem Tod wurde er im Kölner Dom bestattet. Trotz seiner hohen Ämter blieb er, wie zuvor sein Bruder, politisch völlig unbedeutend und gänzlich ohne Einfluss.